# Енрико Лета
Енрико Лета (итал. Enrico Letta; Пиза, 20. август 1966) италијански је политичар левог центра и 55. председник Савета министара Републике Италије од 28. априла 2013. године до 22. фебруара 2014. године. Пре тога је био министар европских послова (1998—1999), министар индустрије (1999—2001) и секретар Савета министара Италије (2006—2008).

## Биографија
Рођен је у Пизи, као син Ђорђија Лете, професора математике на Универзитету у Пизи, и Ане Бјанки. Школовање је завршио у Лицеју у Пизи, након чега је дипломирао политичке науке и стекао докторат на Универзитету у Пизи.

### Политичка каријера
Политичку каријеру је започео као младић у Хришћанској демократији, која је одувек настојала да окупи политички спектар од деснице до левог центра.
Након пропасти Хришћанске демократије 1994. године, Лета се одмах придружио њеној наследници, Италијанској народној партији. До 1998. године је унутар партије прешао у политички спектар левог центра, а исте је године као 32-годишњак постао и министар европских послова што га је учинило досад најмлађим чланом министарског кабинета у послератној Италији.
Од 2004. године до 2006. године је био италијански посланик у Европском парламенту, након чега се вратио у Италију и постао секретар Савета министара Италије у Другом кабинету Романа Продија. Био је један од оснивача нове Демократске партије; кандидовао се на изборима за председника партије али је изгубио, освојивши 11% гласова.
Председник Ђорђо Наполитано позвао је Лету 24. априла 2013. године да формира нову владу након оставке Пјера Луиђија Берсанија који није успео да формира владу након парламентарних избора 24-25. фебруара исте године. Лета је 27. априла прихватио задаћу и формирао велику коалицију Демократске партије (леви центар), Народа слободе (десница) и Грађанског избора (центар). Функцију премијера Италије службено је преузео 28. априла 2013. године.
Лета је, 22. февруара 2014. године, поднео оставку на место премијера.

## Приватни живот
Ожењен је Ђаном Фрегонаром и с њом има троје деце (Ђакомо, Лоренцо и Франческо).